# Räktjärvsberget
Räktjärvsberget är ett naturreservat i Kalix och Överkalix kommuner i Norrbottens län.
Området är naturskyddat sedan 2010 och är 8,8 kvadratkilometer stort. Reservatet omfattar högre delen av Räktjärvsberget och Virberget öster om Räktjärv. Reservatet består av klapperstensfält och gammelskogar med inslag av asp. 